# Toki no Mukou Maboroshi no Sora
"Toki no Mukou Maboroshi no Sora" er FictionJunction's anden single. Titelmelodien sunget af Kaori Oda, Keiko Kubota, Wakana Ootaki og Yuriko Kaida blev anvendt som åbningstema i anima-filmen "Ookami Kakushi". Pladens andet nummer blev sunget af Keiko Kubota.

## Numre
| 1. | "Toki no Mukou Maboroshi no Sora (時の向こう 幻の空, "sky of illusions beyond time")" | Yuki Kajiura |  | 5:01 |
| 2. | "Nohara (野原, "field")"                                                              | Yuki Kajiura |  | 5:27 |
| 3. | "Toki no Mukou Maboroshi no Sora: Instrumental"                                       | Yuki Kajiura |  | 5:01 |
| 4. | "Nohara: Instrumental"                                                                | Yuki Kajiura |  | 5:43 |

## Hitlisteplaceringer
| Hitliste              | Bedste placering | Salg  | Tid på listen |
| --------------------- | ---------------- | ----- | ------------- |
| Oricon Weekly Singles | 19               | 9.952 | 8 uger        |